# Magyarország a 2004-es úszó-Európa-bajnokságon
Magyarország a Madridban megrendezett 2004-es úszó-Európa-bajnokság egyik részt vevő nemzete volt.

## Érmesek
| Érem  | Versenyző                                           | Versenyszám | Versenyszám            |
| ----- | --------------------------------------------------- | ----------- | ---------------------- |
| Arany | Cseh László                                         | úszás       | Férfi 100 m hát        |
| Arany | Cseh László                                         | úszás       | Férfi 400 m vegyes     |
| Ezüst | Risztov Éva                                         | úszás       | Női 400 m vegyes       |
| Bronz | Bodor Richárd                                       | úszás       | Férfi 100 m mell       |
| Bronz | Bodor Richárd                                       | úszás       | Férfi 200 m mell       |
| Bronz | Cseh László Bodor Richárd Gáspár Zsolt Zubor Attila | úszás       | Férfi 4 × 100 m vegyes |

## Úszás
Férfi
| Versenyző                                           | Versenyszám      | Előfutam | Előfutam | Előfutam | Elődöntő | Elődöntő | Elődöntő | Döntő   | Döntő    |
| Versenyző                                           | Versenyszám      | Idő      | Hely.    | Össz.    | Idő      | Hely.    | Össz.    | Idő     | Helyezés |
| --------------------------------------------------- | ---------------- | -------- | -------- | -------- | -------- | -------- | -------- | ------- | -------- |
| Zubor Attila                                        | 50 m gyors       | 23,42    | 5.       | 26.      | kiesett  | kiesett  | kiesett  | kiesett | kiesett  |
| Zubor Attila                                        | 100 m gyors      | 50,66    | 3.       | 13.      | 50,20    | 5.       | 9.       | kiesett | kiesett  |
| Kerékjártó Tamás                                    | 200 m gyors      | 1:52,22  | 7.       | 16.      | 1:52,30  | 8.       | 16.      | kiesett | kiesett  |
| Kerékjártó Tamás                                    | 200 m vegyes     | 2:03,27  | 1.       | 3.       | 2:02,59  | 3.       | 5.       | 2:02,90 | 5.       |
| Cseh László                                         | 100 m hát        | 55,41    | 1.       | 1.       | 55,76    | 2.       | 4.       | 55,26   |          |
| Cseh László                                         | 200 m pillangó   | 1:59,34  | 3.       | 3.       | 1:58,90  | 2.       | 4.       | 1:58,33 | 5.       |
| Cseh László                                         | 400 m vegyes     | 4:20,11  | 1.       | 1.       |          |          |          | 4:12,86 |          |
| Bodor Richárd                                       | 50 m mell        | 32,25    | 7.       | 25.      | kiesett  | kiesett  | kiesett  | kiesett | kiesett  |
| Bodor Richárd                                       | 100 m mell       | 1:02,61  | 3.       | 8.       | 1:01,65  | 1.       | 2.       | 1:01,54 |          |
| Bodor Richárd                                       | 200 m mell       | 2:16,18  | 3.       | 7.       | 2:14,26  | 3.       | 3.       | 2:13,27 |          |
| Gáspár Zsolt                                        | 50 m pillangó    | 24,63    | 3.       | 9.       | 24,36    | 4.       | 6.       | 24,38   | 6.       |
| Gáspár Zsolt                                        | 100 m pillangó   | 54,24    | 2.       | 8.       | 54,01    | 5.       | 8.       | 54,16   | 7.       |
| Batházi István                                      | 200 m vegyes     | 2:03,87  | 3.       | 8.       | 2:02,77  | 4.       | 7.       | 2:03,30 | 6.       |
| Batházi István                                      | 400 m vegyes     | kizárták | kizárták | kizárták |          |          |          | kiesett | kiesett  |
| Cseh László Bodor Richárd Gáspár Zsolt Zubor Attila | 4 × 100 m vegyes | 3:41,02  | 2.       | 3.       |          |          |          | 3:37,86 |          |

Női
| Versenyző                                                    | Versenyszám      | Előfutam | Előfutam | Előfutam | Elődöntő   | Elődöntő   | Elődöntő   | Döntő   | Döntő    |
| Versenyző                                                    | Versenyszám      | Idő      | Hely.    | Össz.    | Idő        | Hely.      | Össz.      | Idő     | Helyezés |
| ------------------------------------------------------------ | ---------------- | -------- | -------- | -------- | ---------- | ---------- | ---------- | ------- | -------- |
| Szepesi Nikolett                                             | 50 m hát         | 29,91    | 3.       | 6.       | 29,76      | 3.         | 8.         | 29,29   | 4.       |
| Szepesi Nikolett                                             | 100 m hát        | 1:03,75  | 3.       | 10.      | 1:03,33    | 6.         | 9.         | 1:02,79 | 4.       |
| Szepesi Nikolett                                             | 200 m hát        | 2:15,48  | 3.       | 6.       | 2:15,16    | 3.         | 6.         | 2:15,58 | 6.       |
| Kovács Ágnes                                                 | 100 m mell       | 1:11,24  | 4.       | 10.      | nem indult | nem indult | nem indult | kiesett | kiesett  |
| Kovács Ágnes                                                 | 200 m mell       | 2:32,89  | 1.       | 6.       | 2:30,55    | 2.         | 5.         | 2:30,29 | 5.       |
| Kovács Ágnes                                                 | 200 m vegyes     | 2:17,48  | 1.       | 2.       | 2:16,17    | 1.         | 2.         | 2:16,11 | 4.       |
| Boulsevicz Beatrix                                           | 100 m pillangó   | 1:00,82  | 5.       | 13.      | 59,70      | 3.         | 5.         | 59,70   | 6.       |
| Boulsevicz Beatrix                                           | 200 m pillangó   | 2:14,54  | 5.       | 14.      | 2:11,13    | 5.         | 7.         | 2:11,94 | 8.       |
| Risztov Éva                                                  | 100 m pillangó   | 1:01,82  | 7.       | 23.      | kiesett    | kiesett    | kiesett    | kiesett | kiesett  |
| Risztov Éva                                                  | 200 m pillangó   | 2:11,02  | 1.       | 2.       | 2:10,09    | 1.         | 1.         | 2:09,98 | 4.       |
| Risztov Éva                                                  | 400 m vegyes     | 4:45,37  | 1.       | 2.       |            |            |            | 4:40,34 |          |
| Jakabos Zsuzsanna                                            | 200 m vegyes     | 2:18,52  | 2.       | 6.       | 2:17,03    | 3.         | 5.         | 2:17,69 | 6.       |
| Jakabos Zsuzsanna                                            | 400 m vegyes     | 4:48,97  | 3.       | 4.       |            |            |            | 4:48,13 | 4.       |
| Szepesi Nikolett Kovács Ágnes Boulsevicz Beatrix Risztov Éva | 4 × 100 m vegyes | 4:12,27  | 3.       | 7.       |            |            |            | 4:11,71 | 8.       |

## Nyílt vízi úszás
Női
| Versenyző     | Versenyszám | Idő       | Helyezés |
| ------------- | ----------- | --------- | -------- |
| Barsi Claudia | 5 km        | 1:01:31,6 | 8.       |
| Barsi Claudia | 10 km       | 1:54:47,6 | 10.      |
| Barsi Claudia | 25 km       | 4:44:53,5 | 6.       |

## Műugrás
Férfi
| Versenyző     | Versenyszám | Selejtező | Selejtező | Elődöntő | Elődöntő | Döntő  | Döntő    |
| Versenyző     | Versenyszám | Pont      | Hely.     | Pont     | Hely.    | Pont   | Helyezés |
| ------------- | ----------- | --------- | --------- | -------- | -------- | ------ | -------- |
| Hajnal András | 10 m torony | 356,34    | 11.       | 535,65   | 10.      | 598,98 | 9.       |

Női
| Versenyző               | Versenyszám  | Selejtező | Selejtező | Elődöntő | Elődöntő | Döntő   | Döntő    |
| Versenyző               | Versenyszám  | Pont      | Hely.     | Pont     | Hely.    | Pont    | Helyezés |
| ----------------------- | ------------ | --------- | --------- | -------- | -------- | ------- | -------- |
| Barta Nóra              | 1 m műugrás  | 227,46    | 13.       | kiesett  | kiesett  | kiesett | kiesett  |
| Barta Nóra              | 3 m műugrás  | 255,21    | 11.       | 474,96   | 9.       | 505,11  | 6.       |
| Kormos Villő            | 1 m műugrás  | 189,27    | 15.       | kiesett  | kiesett  | kiesett | kiesett  |
| Barta Nóra Kormos Villő | 3 m szinkron |           |           |          |          | 254,88  | 7.       |